# Стиль (група)

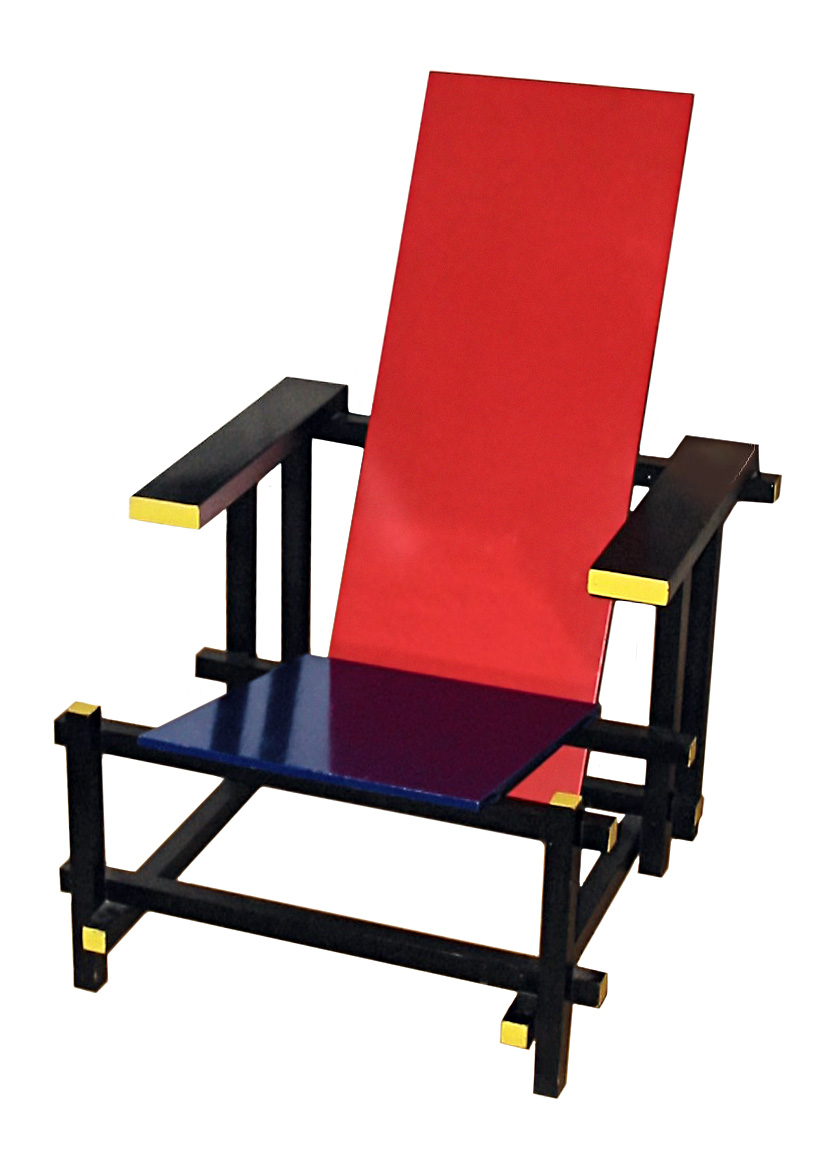
Червоно-синій стілець Герріта Рітвельда

Художня група «Стиль» (нід. De Stijl) — товариство художників, утворене в Лейдені 1917 року. Даний художній напрям також називають неопластицизмом.

## Історія та особливості
До кола засновників належать художники Тео ван Дусбург, Піт Мондріан, Барт ван дер Лек, архітектори Якобус Ауд, Ян Вілс та Роберт ван'т Хофф, скульптор Жорж Вантонгерло і поет Антоні Кок. Пізніше до них приєдналися Джино Северіні, Ганс Арп, Герріт Рітвельд, Ель Лисицький, Фрідріх Фордемберге-Гільдеварт, Казар Домела Ньювенгейс та Константин Бринкуш.
Від 1917 до 1931 року група випускала журнал «Стиль» (De Stijl), в якому послідовно публікувала свою естетичну програму. Її головною рисою була установка на радикальне оновлення мистецтва до самих його основ, шляхом зміни людини зсередини, та її життєвих умов зовні. Художник не повинен замикатися у своїй творчості й працювати ізольовано у своєму ательє, але як технічний спеціаліст конкретно атакувати сучасні йому суспільні та економічні умови життя з метою їх оновлення. Художній твір насамперед повинен мати раціонально-утилітаристський акцент і бути розробленим тверезо, ясно й енергійно, в «інженерній чистоті та конкретності» свого призначення й господарської функції. При цьому вони догматично проголошували як основні елементи живопису прямий кут і три кольори, червоний, жовтий та синій, до яких як доповнення або тло можна було додавати чорний та білий.
При застосуванні цих принципів в архітектурі та дизайні виникло загальнофункціональне правило: споруду виражали як пластичний образ, який ніби ширяє над землею. Естетичний та філософський пуризм групи «Стиль» справив величезний вплив на архітектуру ХХ століття, і насамперед через Баухаус, де Тео ван Дусбург викладав у 1921–1923 роках. Особливо яскраво його в своїх роботах виразили Вальтер Гропіус, Людвіг Міс ван дер Рое, Ле Корбюзьє, Еріх Мендельсон, Бруно Таут.